# Виндхук
Виндхук (на африкаанс: Windhoek – „ветровит ъгъл“) е столица и най-големият град на Намибия.

## География
Населението на града е приблизително 280 000 души. Площта му е 645 км², а гъстотата на населението е 356,6 д/км².
Разположен е в Централна Намибия – регион Кхомас, с координати 22°34′12″ ю. ш. 17°05′01″ и. д. / 22.57° ю. ш. 17.083611° и. д.. Надморската височина на града е приблизително 1700 м.

## Климат
Преобладава полупустинен климат. Средната годишна температура е 19,47 °C, а количество на валежите е 370 мм.
| Месечна статистика на климата |     |     |     |     |     |     |     |     |     |     |     |     |
| Месец                         | Яну | Фев | Мар | Апр | Май | Юни | Юли | Авг | Сеп | Окт | Ное | Дек |
| Мак. темп. °C                 | 31  | 29  | 28  | 26  | 23  | 21  | 21  | 24  | 27  | 29  | 30  | 31  |
| Мин. темп. °C                 | 18  | 17  | 16  | 13  | 9   | 7   | 7   | 9   | 12  | 15  | 16  | 17  |
| Валежи (мм)                   | 78  | 80  | 79  | 38  | 7   | 1   | 1   | 1   | 3   | 12  | 27  | 42  |

## История
Градът е основан на 18 октомври 1890 г. от Курт фон Франсоа като част от Германската колониална империя. През Първата световна война градът, както и страната, са окупирани от Южноафриканския съюз. През 1990 г. страната се освобождава и градът е избран за столица на Намибия.

## Транспорт
Градът е железопътен възел. В него е седалището на националната железопътна компания „Транснамиб“.
Виндхук се обслужва от международното летище Хосеа Кутако (летище) и от по-малкото „Ерос“.

## Побратимени градове
Виндхук има споразумения за сътрудничество и партньорство със следните градове:
- Аранос, Намибия от 13 март 2003 г.
- Берлин, Германия от 18 април 2000 г.
- Бремен, Германия от 18 април 2000 г.
- Вантаа, Финландия от 13 август 2002 г.
- Вецлар, Германия
- Габороне, Ботсвана от 23 август 2001 г.
- Гибеон, Намибия от 11 март 2003 г.
- Дуала, Камерун от 31 август 2000 г.
- Енхана, Намибия от 17 април 2002 г.
- Йоханесбург, ЮАР
- Лепхалале, ЮАР от 22 май 2002 г.
- Людериц, Намибия от 14 март 2003 г.
- Малтахьое, Намибия от 12 април 2002 г.
- Мариентал, Намибия от 11 март 2003 г.
- Онгведива, Намибия от 17 април 2002 г.
- Ондангва, Намибия от 17 април 2002 г.
- Ошакати, Намибия от 18 април 2002 г.
- Рихобот, Намибия от 14 март 2003 г.
- Ричмънд, САЩ от 20 март 1998 г.
- Стамприт, Намибия от 13 март 2003 г.
- Тросинген, Германия от 3 октомври 2000 г.
- Уолфиш Бей, Намибия от 8 октомври 2002 г.
- Утапи, Намибия от 17 април 2002 г.
- Хавана, Куба 23 октомври 2001 г.
- Хараре, Зимбабве от 8 ноември 2000 г.
- Шанхай, Китай от 1 юни 1996 г.